# Paul Clemen

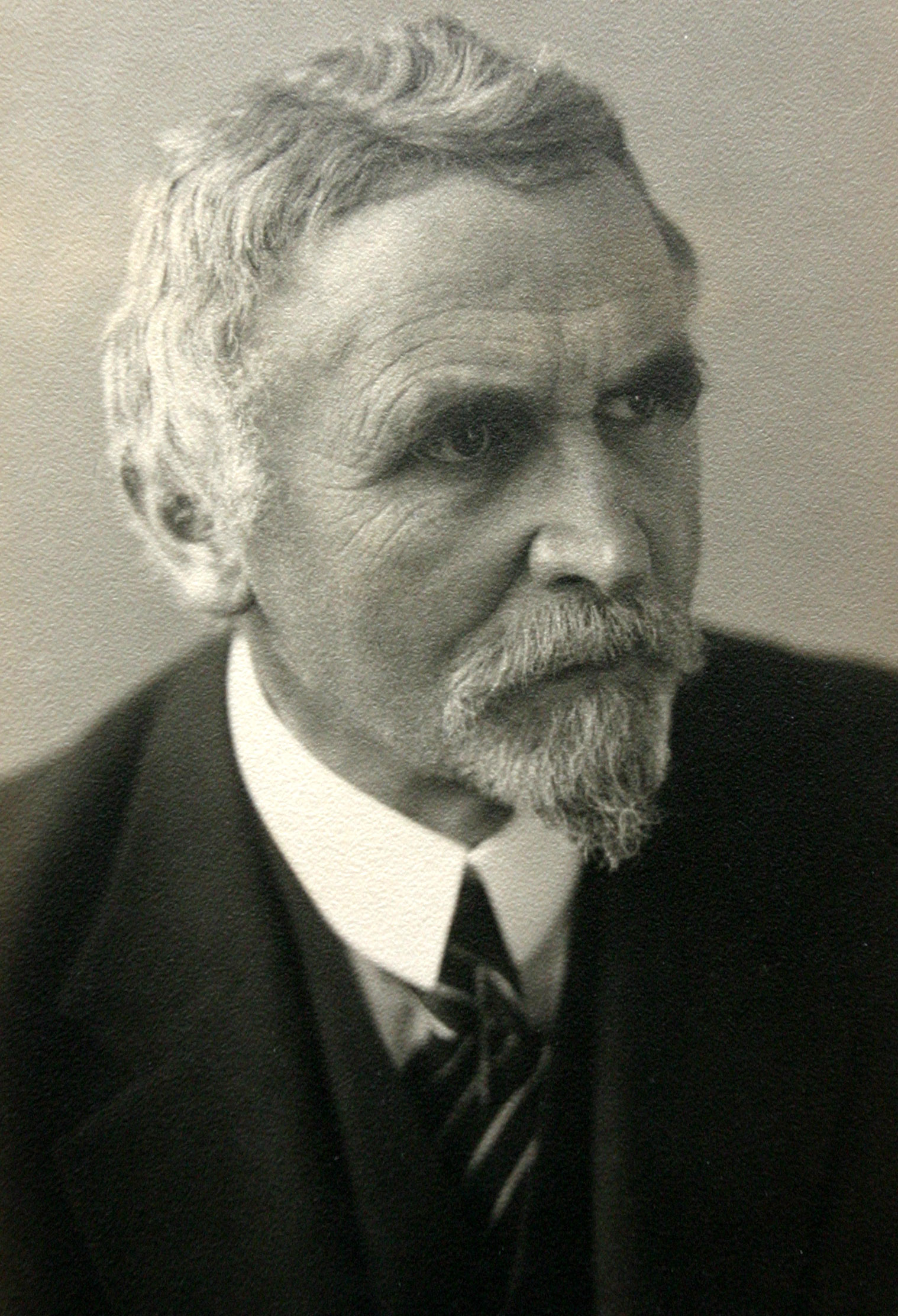
Paul Clemen

Paul Clemen (* 31. Oktober 1866 in Sommerfeld bei Leipzig; † 8. Juli 1947 in Endorf) war ein deutscher Kunsthistoriker und Denkmalpfleger. Er wurde 1893 zum ersten Provinzialkonservator der Rheinprovinz berufen.

## Leben

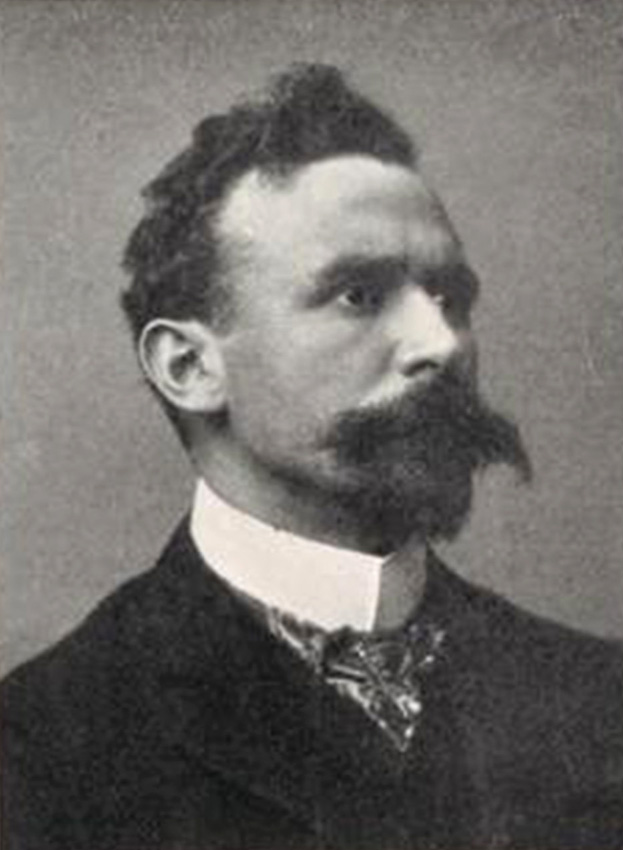
Paul Clemen, 1904

Paul Clemen war der Sohn des evangelischen Pfarrers August Clemen (1838–1920), seine Brüder waren der Theologe Carl Clemen und der Historiker Otto Clemen. Er besuchte die Fürstenschule in Grimma (1879–1885). 1885 nahm er ein Studium in den Fächern Kunstgeschichte und deutsche Philologie an der Universität Leipzig auf, das er 1887 an der Universität Bonn und ab 1888 an der Universität Straßburg fortsetzte. 1889 wurde Clemen bei dem Kunsthistoriker Hubert Janitschek mit einer Dissertation über Die Porträtdarstellungen Karls des Großen zum Dr. phil. promoviert. Am 1. Oktober 1890 erhielt er seine Beauftragung und feste Anstellung durch die Kommission für die Denkmälerstatistik für die Inventarisierung der Kunstdenkmäler der Rheinprovinz. 1893 folgte die Ernennung zum ersten Provinzialkonservator der Rheinprovinz.
Paul Clemen war Geheimer Regierungsrat und lehrte von 1894 bis zu seiner Emeritierung 1936 als Kunsthistoriker an der Universität Bonn. 1892 hatte er sich bei Carl Justi zur Habilitation an der Universität Bonn für das Fach mittlere und neuere Kunstgeschichte angemeldet, die Habilitationsschrift wurde ihm angesichts seiner Publikationsliste erlassen. Im Februar 1893 weilte er in Rom, wo er in den Deutschen Künstlerverein eingeführt wurde. Im Sommersemester 1894 begann er als Privatdozent mit Vorlesungen an der Universität Bonn, 1898 ernannte man ihn zum außerordentlichen Professor in der Philosophischen Fakultät. Ein Jahr später wurde er ordentlicher Professor der Kunstgeschichte und Literatur an der Kunstakademie Düsseldorf. 1902 ging er nach Bonn zurück, wo er Carl Justi als Professor für Kunstgeschichte nachfolgte und das Kunsthistorische Institut der Universität begründete.
1901 begleitete Clemen den Kronprinzen Wilhelm nach Belgien und in die Niederlande. Nach dessen Immatrikulation in Bonn wurde er für zwei Semester sein Lehrer. Ende des Jahres wurde er dort durch „Allerhöchst vollzogene Bestallung“ zum ordentlichen Professor ernannt. Gleichzeitig blieb Clemen im Amt des Provinzialkonservators. 1904 war er vorsitzender Vorstand der Kunsthistorischen Ausstellung im Kunstpalast Düsseldorf. Bei seinem Ausscheiden 1911 übernahm er das Amt des Vorsitzenden des neu gegründeten Denkmalrates der Rheinprovinz. In diesen Funktionen setzte er sich stark für den Denkmalschutz ein, auch für Gründung und Aufbau eines Kunstschutzes im Ersten Weltkrieg. Er war außerdem einer der Initiatoren für die Gründung des Rheinischen Vereins für Denkmalpflege und Heimatschutz und wurde 1924 zum Vorsitzenden des Tages für Denkmalpflege und Heimatschutz gewählt. Clemen, Mitbegründer dieser Institution und zuvor ihr langjähriger stellvertretender Vorsitzender, behielt das Amt bis 1932. Sein Lebenswerk, die Kunstdenkmäler der Rheinprovinz in 56 Bänden, ist ein Standardwerk der deutschen Kunstgeschichte. 1933 etablierte er den Symbolbegriff für Denkmäler als „Sinnzeichen nationaler Geschichte“ und „Medien der Gesinnungsbildung“. 1935 wurde er emeritiert. Seinen Lebensabend verbrachte er in Endorf in Oberbayern. Im Juni 1946 kehrte er ein letztes Mal in das vom Bombenkrieg schwer getroffene Rheinland zurück. Im zerstörten Quirinus-Münster in Neuss, mit dessen Wiederaufbau man begonnen hatte, hielt er eine programmatische Rede über Rheinische Baudenkmäler und ihr Schicksal – Ein Aufruf an die Rheinländer. Seine Ansprache erfuhr ein so starkes Echo, dass sie als Kleinschrift verlegt wurde.
Ein Teil seines schriftlichen Nachlasses befindet sich im Deutschen Kunstarchiv im Germanischen Nationalmuseum in Nürnberg.

## Familie
Am 15. Juni 1905 heiratete Paul Clemen Lilli von Wätjen (1884–1966), Tochter des Regierungsrates Hermann von Wätjen und Enkelin des Reeders Diedrich Heinrich Wätjen, auf dem Rittergut Altenrode. Sie hatten zwei Kinder: Wolfgang Clemen (1909–1990) und Petra Clemen (1911–1986).

## Die Villa Clemen

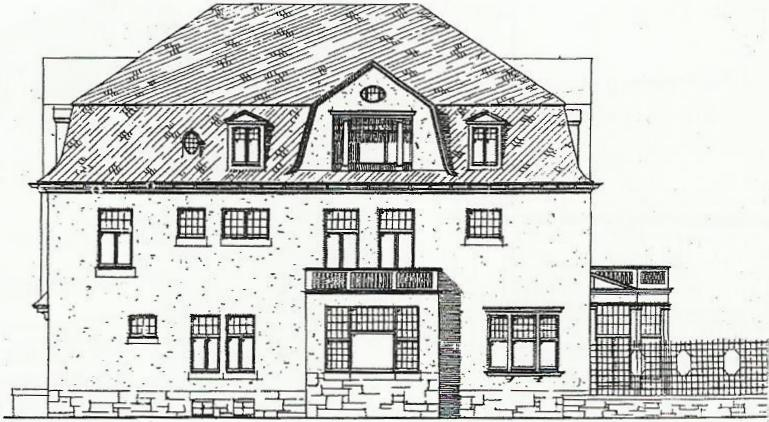
Aufriss der Villa Clemen

1908/09 ließ sich Paul Clemen nahe dem Bonner Rheinufer (Coblenzer Straße 119a) eine Villa als privaten Wohnsitz errichten, die nach einem Entwurf des Bonner Architekten und Regierungsbaumeisters Julius Rolffs gleichzeitig mit der benachbarten Villa des Professors Karl Bülbring entstand. Da Clemen die Villa widerrechtlich noch vor der im Juni 1909 erfolgten Gebrauchsabnahme bezogen hatte, stellte die Baubehörde einen Strafantrag gegen ihn. 1934 ließ Clemen sie in ein Dreifamilienhaus umbauen (Entwurf: Rolffs).
Im Zweiten Weltkrieg wurde das Gebäude im Zuge der alliierten Bombenangriffe auf Bonn bei dem verheerenden Luftschlag am 18. Oktober 1944 vollständig zerstört. Die im Haus gelagerten Archivalien, Kunstgegenstände und die knapp 10.000 Bände umfassende Bibliothek Clemens konnten nicht gerettet werden. Ein Wiederaufbau der Villa unterblieb, auf ihrem Grundstück entstand später die Universitäts-Kinderklinik.

## Ehrungen
- 1918: Ehrenpromotion (zum Dr.-Ing. E. h.) durch die Technische Hochschule Karlsruhe[8]
- 1926: Ehrenmitglied der Kunstakademie Düsseldorf
- 1926: Ehrenmitglied des Rheinischen Vereins für Denkmalpflege und Heimatschutz
- 1929: Ehrenmitglied des Historischen Vereins für den Niederrhein
- 1941: Verleihung der Goethe-Medaille für Kunst und Wissenschaft
- 1942: Verleihung des Joseph-von-Görres-Preises
- 1946: Ehrenbürgerwürde der Stadt Bonn[9]
- 1946: Ehrenmitglied im Düsseldorfer Künstlerverein „Malkasten“
- 1949: Benennung der Paul-Clemen-Straße in Bonn
- 2013: Gründung des Bonner Paul-Clemen-Museums

## Der Paul-Clemen-Preis des LVR
Am 31. Oktober 1936 richtete Heinrich Haake (NSDAP), als Landeshauptmann des Provinzialverband der Rheinprovinz – Vorgänger des Landschaftsverband Rheinland (LVR) – anlässlich des 70. Geburtstages von Paul Clemen das Paul-Clemen-Stipendium (seit 2008 Paul-Clemen-Preis) ein.

## Schriften (Auswahl)
- als Herausgeber: Die Kunstdenkmäler der Rheinprovinz. (Schriftenreihe in 56 Bänden). Schwann, Düsseldorf ab 1891.
- Die Denkmalspflege in der Rheinprovinz. Schwann, Düsseldorf 1896 (Digitalisat)
- mit Adolph Goldschmidt, Ludwig Justi, Paul Schubring: Das Kaiser Friedrich Museum zu Berlin. Seemann, Leipzig 1904 (Digitalisat im Internet Archive)
- Kunsthistorische Ausstellung Düsseldorf 1904. Verlag der Ausstellungsleitung, Düsseldorf 1904 (Digitalisat im Internet Archive).
- mit Eduard Firmenich-Richartz (Hrsg.): Meisterwerke westdeutscher Malerei und andere hervorragende Gemälde alter Meister aus Privatbesitz auf der Kunsthistorischen Ausstellung zu Düsseldorf 1904. Bruckmann, München 1905 (Digitalisat im Internet Archive).
- mit Cornelius Gurlitt: Die Klosterbauten der Cistercienser in Belgien. Architekturverlag „Der Zirkel“, Berlin 1916.
- Der Zustand der Kunstdenkmäler auf dem westlichen Kriegsschauplatz. E. A. Seemann, Leipzig 1916 (Digitalisat im Internet Archive).
- Die romanische Monumentalmalerei in den Rheinlanden. Schwann, Düsseldorf 1916 (Digitalisat im Internet Archive).
- Kunstschutz im Kriege. Berichte über den Zustand der Kunstdenkmäler auf den verschiedenen Kriegsschauplätzen und über die deutschen und österreichischen Maßnahmen zu ihrer Erhaltung, Rettung, Erforschung. 2 Bände. A. Seemann, Leipzig 1919 (Digitalisate von Band 1 und Band 2 im Internet Archive).
- Rheinische Baudenkmäler und ihr Schicksal. Ein Aufruf an die Rheinländer. Schwann, Düsseldorf 1946.
- Gotische Kathedralen in Frankreich – Paris, Chartres, Amiens, Reims. 2. Auflage. Atlantis Verlag, Zürich/Berlin 1937.